# Mihail Vasiliu
Mihail Vasiliu a fost un general român.
În perioada 25 noiembrie 1949 - 7 aprilie 1952, generalul-maior Mihail Vasiliu a condus Regiunea a III-a Militară, cu sediul la Cluj.